# Guido Cavalcanti
Guido Cavalcanti (ur. ok. 1255 we Florencji, zm. 29 sierpnia 1300 tamże) – włoski poeta.
Był przedstawicielem stylu poetyckiego zwanego dolce stil nuovo, który ukazywał wzorzec idealnej miłości. Był przyjacielem Dantego Alighieri, który jednak był zamieszany w sprawę wygnania Cavalcantiego z rodzinnego miasta. Był członkiem ruchu politycznego Silnovo. Zamieszany w walki stronnictw politycznych, musiał opuścić rodzinne miasto Florencję.
Tworzył ballady, sonety i canzony, w których zawarł tęsknotę za ojczyzną. Do najpopularniejszych wierszy poety zalicza się Ballata XIV (I’ prego voi che di dolor parlate). Za najważniejszy wiersz Cavalcantiego uznaje się kanconę Donna me prega, która jednak uchodzi za jeden z najtrudniejszych utworów napisanych w języku włoskim. Uważany był za ateistę, prawdopodobnie był pod wpływem filozofii awerroizmu.
Utwory Cavalcantiego były stosunkowo rzadko tłumaczone na język polski. Były natomiast przekładane wiele razy na język angielski, między innymi przez Ezrę Pounda. Tłumaczenia te przyczyniły się do upowszechnienia wiedzy o poecie w całym świecie zachodnim. Sonet Voi che per li occhi mi passaste il core znalazł się w antologii Dawne płomienie. Mała antologia włoskiej poezji miłosnej.